# 施密特冰原島峰
69°53′S 158°56′E / 69.883°S 158.933°E
施密特冰原島峰（英語：Schmidt Nunataks）是南極洲的冰原島峰，位於奧次地，處於總督山東南面20公里，美國地質調查局根據測量和該國海軍的空中照片繪入地圖，現時由南極條約體系管理。